# Александрас Лівонтас
Алекса́ндрас Лі́вонтас (лит. Aleksandras Livontas; * 20 листопада 1920, Харків — † 12 листопада 1974, Вільнюс) — литовський скрипаль єврейського походження, також музичний педагог.

## Біографія
Народився в Україні (Харків), 1930 разом з батьками переїхав до Одеси й тоді ж вступив до знаменитої музичної школи Петра Столярського. Закінчивши її 1937 року, вступив до Одеської консерваторії по класу скрипки того ж таки Столярського. 1941 брав участь у Другій світовій війні, а в 1942–1945 грав у ансамблі Всесоюзного радіо під керівництвом А. Александрова. 1944 закінчив Московську консерваторію по класу Давида Ойстраха.
В 1945–1948 був концертмейстером оркестру Литовського театру опери та балету та солістом філармонії. Одночасно викладав у Каунаській консерваторії, а від 1948 до кінця життя — у Вільнюській консерваторії (з 1955 — доцент). Серед його учнів — Феліксас Байорас, Беата та Едіта Васіляускайте, Альґіс Ґріцюс, Раймондас Катілюс, Даля Померанцайте, Саулюс Сондецкіс, Йонас Урба.
Сприяв створенню, підготовці до друку та пропаганді багатьох скрипкових творів литовських композиторів. Був першим виконавцем творів Баліса Дварьонаса, Стасіса Вайнюнаса, Едуардаса Бальсиса, Юозаса Каросаса, Антанаса Рачунаса.
Гастролював за кордоном.
1970 присвоєне звання народного артиста Литви.